# Фор-Майл-Роуд (Аляска)
Фор-Майл-Роуд (англ. Four Mile Road) — переписна місцевість (CDP) в США, в окрузі Юкон-Коюкук штату Аляска. Населення — 18 осіб (2020).

## Географія
Фор-Майл-Роуд розташований за координатами 64°36′15″ пн. ш. 149°6′55″ зх. д. / 64.60417° пн. ш. 149.11528° зх. д. (64.604233, -149.115264).  За даними Бюро перепису населення США в 2010 році переписна місцевість мала площу 3,00 км², з яких 2,97 км² — суходіл та 0,02 км² — водойми.

## Демографія
Згідно з переписом 2010 року, у переписній місцевості мешкали 43 особи в 14 домогосподарствах у складі 11 родини. Густота населення становила 14 осіб/км².  Було 17 помешкань (6/км²).
Расовий склад населення:
| - 53,5 % — білих - 30,2 % — корінних американців - 2,3 % — азіатів |

До двох чи більше рас належало 14,0 %. Частка іспаномовних становила 0,0 % від усіх жителів.
За віковим діапазоном населення розподілялося таким чином: 32,6 % — особи молодші 18 років, 62,7 % — особи у віці 18—64 років, 4,7 % — особи у віці 65 років та старші. Медіана віку мешканця становила 38,8 року. На 100 осіб жіночої статі у переписній місцевості припадало 115,0 чоловіків;  на 100 жінок у віці від 18 років та старших — 190,0 чоловіків також старших 18 років.
Цивільне працевлаштоване населення становило 5 осіб. Основні галузі зайнятості: транспорт — 60,0 %, мистецтво, розваги та відпочинок — 40,0 %.